# Fairchance
Fairchance es un borough ubicado en el condado de Fayette en el estado estadounidense de Pensilvania. En el año 2000 tenía una población de 2,174 habitantes y una densidad poblacional de 694 personas por km².

## Geografía
Fairchance se encuentra ubicado en las coordenadas 40°49′26″N 79°45′17″O / 40.82389, -79.75472.

## Demografía
Según la Oficina del Censo en 2000 los ingresos medios por hogar en la localidad eran de $26,840 y los ingresos medios por familia eran $33,611. Los hombres tenían unos ingresos medios de $27,625 frente a los $20,750 para las mujeres. La renta per cápita para la localidad era de $14,021. Alrededor del 16.5% de la población estaba por debajo del umbral de pobreza.